# Vive le pogostick
Pour plus de détails, voir Fiche technique et Distribution.
Vive le pogostick (titre original : Victory Vehicles) est un court métrage d'animation américain réalisé par Jack Kinney et produit par les studios Disney, avec Dingo, sorti en 1943.

## Synopsis
Dingo engage ses concitoyens qui ont le démarreur facile à préférer l'exercice physique à leurs voitures, gourmandes en carburant. Ne reculant devant aucune alternative, il finit par adopter le pogostick, sorte d'échasse sauteuse, au son de la chanson Hop, On Your Pogo Stick.

## Fiche technique
- Titre original : Victory Vehicles
- Titre  français : Vive le pogostick
- Série : Dingo
- Réalisation :  Jack Kinney
- Animation :  Frank Thomas
- Scénario :  Webb Smith et Ralph Wright
- Production : Walt Disney
- Société de production : Walt Disney Productions
- Société de distribution : RKO Radio Pictures
- Format : Couleur (Technicolor) - 35 mm - 1,37:1 - Son mono (RCA Sound System)
- Durée : 8 minutes
- Langue :  Anglais
- Pays :  États-Unis
- Dates de sortie : États-Unis : 30 juillet 1943

## Voix originales
- George Johnson : Dingo
- John McLeish : le narrateur

## Voix françaises

### 1erdoublage (date inconnue)
- Jacques Ferrière, Jacques Marin : Voix additionnelles

La chanson est laissée en version instrumentale.

### 2edoublage (1990)
- Hervé Jolly : Narrateur
- Robert Darnel : Voix additionnelles

Chanson interprétée par les Fléchettes.

## Commentaires
Réalisé au plus fort de la Seconde Guerre mondiale, le film invite les Américains à économiser le carburant et le caoutchouc. On peut voir aussi, de manière très rapide, de nombreuses affiches qui rappellent le devoir patriotique d'acheter des bons de guerre.
La scène où Dingo apparaît vêtu en cowboy devant une pharmacie nommée Gower Gluch Pharmacy est liée à un fait réél : dans les années 1930 et 1940, des jeunes hommes cherchant à se faire engager par les studios Columbia Pictures ou Republic Pictures alors spécialisés dans le genre western attendaient  à l'angle de Sunset Boulevard et Gower Street, devant la Columbia Drug Co., un café-maison de la presse où des agents de casting passaient régulièrement. Certains acteurs venaient costumés, d'autres dans leur tenue de travail étant de vrais cowboys.

## Titre en  différentes langues
- Argentine : Vehículos de victoria
- Finlande : Voittoisat kulkuneuvot
- Suède : Jan Långben som uppfinnare

Source : IMDb

## Sorties DVD
- Les Trésors de Walt  Disney : L'Intégrale de Dingo (1939-1961).

## Voir  aussi

### Liens  externes
- « Vive le pogostick » (présentation de l'œuvre), sur l'Internet Movie Database